# Birodalmi elnök
A birodalmi elnök (németül: Reichspräsident) a Német Birodalom államfői pozíciója volt 1919-től 1934-ig, illetve 1945 májusában. A hivatalt az átmeneti birodalmi főhatalomról szóló törvény (Gesetz über die vorläufige Reichsgewalt) hozta létre 1919. február 10-étől, majd a weimari alkotmány megerősítette 1919. augusztus 11-én.
A nép közvetlenül választotta hét évre; egy újraválasztásra volt lehetőség. Ez az előírás vezetett Hindenburg újraválasztásához. Ezen felül a birodalmi elnök a haderők főparancsnoka volt, ő nevezhette ki és meneszthette a birodalmi kancellárt (Reichskanzler), feloszlathatta törvényhozást, a Reichstag-ot. A birodalmi elnök 1919–1923 között és mindenek előtt 1930-tól kiegészítette, illetve nagyrészt helyettesítette a Reichstag törvényhozását rendeleti kormányzással.
Az alkotmány értelmében a birodalmi elnök sokkal erősebb hatalmi pozícióban volt és szélesebb jogkörökkel rendelkezhetett, mint akár a kancellár, akár a Reichstag, gyakorlatilag mind a kancellár, mind a Reichstag alárendelt helyzetben voltak az államfőhöz képest. Ebből az okból kifolyólag utólag erőteljesen bírálták a birodalmi elnök szerepét a politikai rendszerben, mert a Reichspräsident gyakorlatilag az 1918-ban megszűnt Német Császárság uralkodói jogköreit birtokolta, ezért az Ersatzkaiser (pótcsászár) kifejezéssel illettek. A Német Szövetségi Köztársaság 1949-es alaptörvénye a szövetségi elnök jogkörét tudatosan, különös tekintettel a weimari köztársaság tapasztalataira, csökkentette.
Az 1919-es közvetett, a weimari nemzetgyűlés által lefolytatott elnökválasztás során a szociáldemokrata Friedrich Ebert került az állam élére, párt nélküli utódja, Paul von Hindenburg mind az 1925-ös, mind az 1932-es birodalmi elnökválasztást megnyerte. Hindenburg 1934-es halála után Adolf Hitler birodalmi kancellár vette át a birodalmi elnök funkcióit, amit a német államfőről szóló népszavazás által megerősített. Ezáltal igénybe vette a legfőbb bírói hatalmat. Végrendeletében öngyilkossága előtt Karl Dönitzet jelölte birodalmi elnöknek, aki a hivatalt letartóztatásáig, három héten keresztül vezette.

## Elnökök listája
| #  | Kép | Elnök                                             | Hivatal kezdete    | Hivatal vége       | Párt      | Párt |
| -- | --- | ------------------------------------------------- | ------------------ | ------------------ | --------- | ---- |
| 1. |     | Friedrich Ebert (1871-1925)                       | 1919. február 11.  | 1925. február 28.  | SPD       |      |
| *  |     | Hans Luther (1879-1962) Megbízott elnök           | 1925. február 28.  | 1925. március 12.  | Független |      |
| *  |     | Walter Simons (1861-1937) Megbízott elnök         | 1925. március 12.  | 1925. május 12.    | Független |      |
| 2. |     | Paul von Hindenburg tábornagy (1847-1934)         | 1925. május 12.    | 1934. augusztus 2. | Független |      |
| 3. |     | Adolf Hitler Führer und Reichskanzler (1889-1945) | 1934. augusztus 2. | 1945. április 30.  | NSDAP     |      |
| 4. |     | Karl Dönitz főadmirális (1891-1980)               | 1945. április 30.  | 1945. május 23.    | NSDAP     |      |

## Lobogók

A birodalmi elnök lobogója (1919–1921)
A birodalmi elnök lobogója (1921–1926)
A birodalmi elnök lobogója (1926–1933)
A birodalmi elnök lobogója (1933–1934)
A birodalmi elnök lobogója (1934–1945)
A birodalmi elnök lobogója (1945)

## Fordítás
Ez a szócikk részben vagy egészben  a   President of Germany (1919–1945) című angol Wikipédia-szócikk fordításán alapul.  Az eredeti cikk szerkesztőit annak laptörténete sorolja fel. Ez a jelzés csupán a megfogalmazás eredetét és a szerzői jogokat jelzi, nem szolgál a cikkben szereplő információk forrásmegjelöléseként.